# 蘭留站
蘭留站（日语：／ Ranru eki */?）是屬於北海道旅客鐵道宗谷本線之車站，位於北海道上川郡比布町北9線14號。車站編號為W36。
名稱源自阿伊努語「ra-n-ru」，意思是下坡路。

## 車站構造
- 相對式月台，2面2線，但其中一條是讓高速列車超級宗谷號通過。
- 一間簡單車站大堂。
- 無人站。

## 車站周邊
- 國道40號
- 道央自動車道、旭川紋別自動車道比布JCT
- 旭川紋別自動車道比布北IC
- 旭川中央警署（日语：旭川中央警察署）蘭留分所
- 蘭留簡單郵局
- 道北巴士（日语：道北バス）「蘭留」巴士站

## 歷史
- 1898年（明治31年）11月25日：北海道官設鐵道（日语：北海道官設鉄道）之車站啟用。
- 1905年（明治38年）4月1日：由日本國有鐵道接管。
- 1974年（昭和49年）10月1日：廢止貨物裝卸。
- 1984年（昭和59年）2月1日：取消行李處理。
- 1986年（昭和61年）11月1日：成為無人站。
- 1987年（昭和62年）4月1日：正式民營化並進行分割，車站劃歸由JR北海道繼承。
- 1988年（昭和63年）：車站改建。

## 相鄰車站
北海道旅客鐵道（JR北海道）
■宗谷本線
■特急「宗谷」、「佐呂別」
通過
快速「名寄」（只限1班來回）
比布（W34）－蘭留（W36）－（只限下行停靠鹽狩站（W37））－和寒（W38）
普通
比布（W34）－蘭留（W36）－鹽狩（W37）

## 外部連結
- （日語）JR北海道 – 蘭留站（页面存档备份，存于）
- （日語）全驛參觀之旅 （页面存档备份，存于）